# عقدة مدارية

يمثل اللون الأصفر مدار جرم سماوي، وأما اللون الرمادي فهو المستوي المرجعي الذي يتقاطع معه. يسمى الخط الذي يتقاطع عنده المستويان «خط العقد»، وطرفا هذا الخط هما العقدتان الصاعدة والنازلة (العقدتان المداريتان).

تُمثل العقدتان المداريتان، اللتان كانتا تسمى بالجَوْزَهْر في عصر الحضارة الإسلامية، نقطتين يتقاطع فيهما مدار جرم سماوي مع مستوٍ مرجعي يُحسَب ميلانه وفقاً له. ولا تملك المدارات التي تقع بكاملها على مستواها المرجعيّ (المدارات غير المائلة) أي عقد مدارية. لكل مدار عقدتان مداريِّتان، تقعان في النقطتين التي يتقاطع عندهما مع مستواه المرجعي، وتسمى الأولى العقدة الصاعدة (أو نقطة الرأس أو الجَوْزَهْر في عصر الحضارة الإسلامية) والتي في الجانب المقابل للمدار منها العقدة النازلة (أو نقطة الذنب أو النَّوْبَهْر في ع.ح.إ).

## المستوي المرجعي
من المستويات المرجعية الشائع استخدامها في حساب العقد المدارية:
- مستوي خط الاستواء الأرضي، للأجرام التي تدور حول الأرض. وفي هذه الحالة تسمى المدارات غير المائلة المدارات الاستوائية.[2]
- مستوي فلك البروج، للأجرام التي تدور حول الشمس. وفي هذه الحالة تسمى المدارات غير المائلة مدارات فلك البروج.[2]
- مستوي السطح الذي يقف عليه الراصد (سهل السماء)، للأجرام الواقعة خارج النظام الشمسي.[3]

## تمييز العقد
إذ أمكن معرفة مقدار ميلان المدار عن مستواه المرجعيّ يمكن معرفة موقعي عقدتي المدار. في حالات الأجرام التي تدور حول الأرض أو الشمس تكون العقدة الصاعدة (أو العقدة الشمالية) هي النقطة التي يعبرها الجرم وهو يتحرَّك إلى الأعلى صاعداً فوق مستواه المرجعي، فيما أن العقدة النازلة (أو العقدة الجنوبية) هي التي يقطعها متوجهاً إلى الأسفل تحت مستواه المرجعي. وأما في حالة الأجرام الواقعة خارج النظام الشمسي، تكون العقدة الصاعدة هي النقطة التي يعبرها الجرم مبتعداً عن الراصد، وأما العقدة النازلة فهي التي يقطعها قادماً باتجاه الراصد.
يمكن أن تستخدم العقد المدارية كجزء من معايير تسمى العناصر المدارية، تُستَخدم في وصف المدار (تحديد شكله وحجمه ومواقع الأجرام السماوية فيه). ويتم ذلك بتحديد مقدار خط طول العقدة الصاعدة.
يسمى الخط الذي يتقاطع فيه المدار مع مستواه المرجعيّ خط العقد، وتقع العقدتان الصاعدة والنازلة على طرفي هذا الخط.